# Nelson (fiume)
Il Nelson è un fiume del Canada lungo 644 km.
Nasce dal lago Winnipeg e percorre la Provincia del Manitoba in direzione nord-est fino a sfociare nella Baia di Hudson.
Attraversa le città di Norway House, Cross Lake, Split Lake, Gillam e Sundance.
Suo principale affluente è il fiume Burntwood.
Se considerato dal fiume Bow, unendo quindi i fiumi South Saskatchewan e Saskatchewan, il corso d'acqua sviluppa una lunghezza di 2.575 km, un bacino di 982.900 km2 ed una portata di circa 2.370 m³/s.